# Tom Seurs
Tom Seurs (Genk, 10 februari 1978) is een Belgisch Vlaams-nationalistisch politicus voor de N-VA.

## Biografie
Seurs volgde middelbaar onderwijs aan het Sint-Jan-Berchmanscollege in Genk en behaalde nadien in 2001 een master in de grafische kunsten aan de Sint-Lucasschool in Gent. Na zijn afstuderen was hij grafisch ontwerper bij verschillende reclamebureaus in Limburg en daarna was hij van 2010 tot 2024 leerkracht multimedia aan de derde graad van de middelbare school Level X in Hasselt.
Hij engageerde zich in de lokale politiek in As, voor de lokale lijsten Lijst Truyen en Voluit!. In oktober 2000 werd hij verkozen tot gemeenteraadslid van de gemeente. Onder burgemeesters Jos Truyen en Miel Craeghs was Seurs van januari 2001 tot december 2016 schepen, bevoegd voor Jeugd, Onderwijs, Communicatie, Ruimtelijke Ordening en Leefmilieu. Bij zijn aantreden was hij de jongste schepen in de provincie Limburg. Sinds januari 2017 is hij zelf burgemeester van de gemeente.
Bij de Vlaamse verkiezingen van 9 juni 2024 werd Seurs vanop de tweede plaats van de Limburgse kieslijst van N-VA verkozen in het Vlaams Parlement. Hij ging er zetelen in de commissies Onderwijs en Binnenlands Bestuur en Inburgering.
In juni 2023 volgde hij Hendrik Verbrugge als voorzitter van de Associatie Universiteit-Hogescholen Limburg op. Jan Peumans volgde hem in september 2024 op.